# 리치먼드 (뉴질랜드)

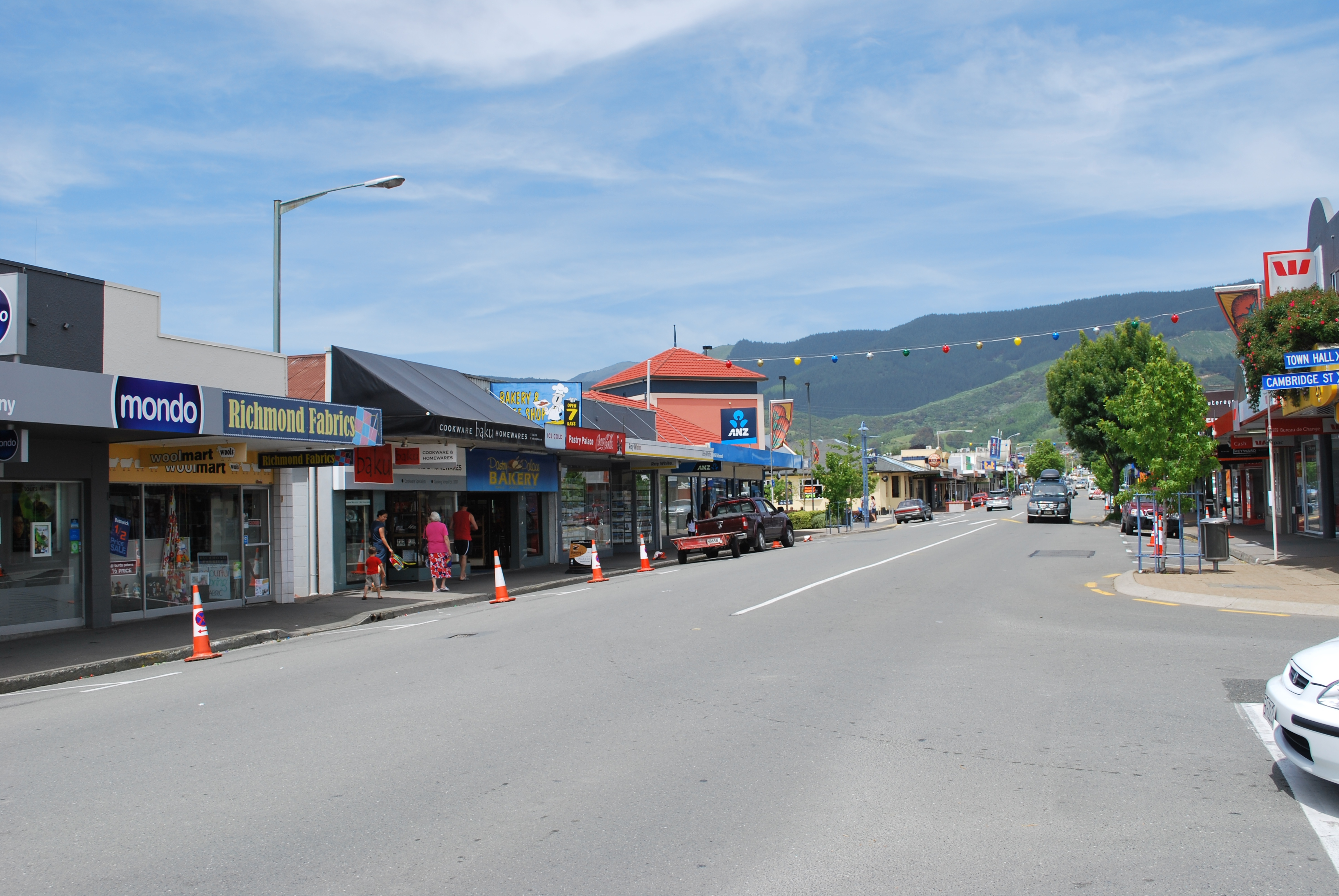

리치먼드(Richmond)는 타스만 구의회가 있는 곳이며, 뉴질랜드 남섬 넬슨의 남쪽으로 13 km 떨어진 곳에 최남단인 태즈먼 만 가까이에 있다. 2006년 인구 센서스에서는 14,000명의 인구를 기록했다. 비록 리치먼드가 넬슨 시 밖에 있기는 하지만, 통계 조사를 볼 때 넬슨 도시 구역의 위성 도시와 같은 성격을 가지고 있다. 뉴질랜드 사람들은 넬슨 광역권의 일부나 남쪽의 끝이라고 알고 있다.

## 같이 보기
- 넬슨 (Nelson)
- 타스만 구 (Tasman District)
- 호프 (Hope)
- 브라이트워터 (Brightwater)
- 웨이크필드 (Wakefield)